# Катерина К'єза Барілі
Катерина К'єза Барілі (також Катерина Баріллі, Катерина К'єза Баріллі-Патті, народжена Катерина К'єза; близько 1810, Рим — 6 вересня 1870) — італійська оперна співачка (сопрано).
Катерина Барілі була примадонною в різних італійських оперних театрах і виконувала, наприклад партію Ельвіри в опері Вінченцо Белліні I puritani в театрі Сан-Карло в Неаполі. На початку 1840-х вона мала ангажемент у Мадридському оперному театрі. В кінці 1840-х років втратила голос.
Її перший шлюб був із композитором Франческо Барілі (який також навчав її), після смерті якого вона вийшла заміж за співака та імпресаріо Сальваторе Патті. У неї було загалом вісім дітей, усі вони стали музикантами: від шлюбу з Барілі співаки Клотильда, Етторе і Нікола, а також співак і диригент Антоніо Барілі, від шлюбу з Патті відома співачка Аделіна Патті та її брати і сестри Амелія і Карлотта, які також стали відомими співачками, і скрипаль та диригент Карло.